# 라몬 모야
라몬 모야 리발타(스페인어: Ramón Moya Ribalta, 1956년 3월 2일, 카탈루냐 주 카스텔노우 데 세아나 ~)는 스페인의 전직 축구 선수로, 현역 시절 수비수였고, 이후 축구 감독을 맡았다.

## 축구 경력
산트 안드레우에서 축구 선수로 잠깐 활동한 모야는 에스파뇰의 청년부 지휘봉을 잡으며 감독 인생을 시작했다. 1993년, 그는 세군다 디비시온 B에 속한 로스피탈레트의 감독이 되었다.
1995년, 모야는 심간한 강등 위기에 처한 짐나스틱의 감독이 되었다. 강등을 막은 후, 그는 구단을 떠나 오스피의 지휘봉을 다시 잡았다.
1999년 여름, 모야는 테르세라 디비시온의 에스파뇰 B 감독으로 취임했다. 2002년 10월, 그는 후안데 라모스의 경질로 공석이 된 라 리가의 1군 감독으로 올라섰다. 그러나, 그도 2달 만에 1군 감독 임기가 끝났다.
2006년, 로스피탈레트 감독을 한 번 더 맡은 모야는 사바델 감독으로 취임했다. 그는 사바델을 1년차에 세군다 디비시온 B로 다시 올려놓았지만, 2009년 11월 10일에 해임되었다.
2014년, 그라메네트에서 큰 성과를 거두지 못한 모야는 카스테욘 감독이 되었다. 그는 같은 해 5월에 감독직을 내려놓고 이사진에 합류했지만, 10월에 다시 임시 감독을 맡았다.